# Санкт-Юлиан
Санкт-Юлиан (нем. Sankt Julian) — община в Германии, в земле Рейнланд-Пфальц.
Входит в состав района Кузель. Подчиняется управлению Лаутереккен. Население составляет 1172 человека (на 31 декабря 2010 года). Занимает площадь 14,07 км².
Коммуна подразделяется на 4 сельских округа.